# Majorité civile

Âges de la majorité dans le monde en 2023.
21
20
19
18
17
16

La majorité civile ou majorité légale ou encore simplement majorité est l'âge auquel un individu est juridiquement considéré comme civilement capable et responsable, c'est-à-dire essentiellement l'âge à partir duquel il est capable de s'engager par les liens d'un contrat ou d'un autre acte juridique (sauf exception).
Avant cet âge, l'individu est dit « mineur ». Un mineur peut être propriétaire ou être engagé par les liens d'un contrat, mais il ne peut disposer librement de sa propriété ni en principe s'engager seul (à moins d'être émancipé). Toutefois, pour adapter le statut à la progression de la maturité de l'individu, un mécanisme est proposé et appliqué dans certains pays, la pré-majorité, ouvrant partiellement les possibilités de s'engager seul.
Selon les époques, l'autorité envers le mineur a été exercée par le père de famille ou par les parents (ensemble ou pas). En l'absence de parent, un tuteur est attribué au mineur, qui a pour rôle de préserver les intérêts de l'enfant.
Le mineur est dit civilement « irresponsable ». Ce concept est distinct de l’irresponsabilité pénale. De même, la majorité civile est à distinguer de la nubilité (âge minimal pour se marier), majorité matrimoniale (âge minimal pour se marier sans le consentement des parents), de la majorité sexuelle, du droit de vote, de l'âge légal pour la consommation d'alcool, de l'âge préalable pour obtenir de nombreux permis (de chasser, de conduire…) ou encore pour intégrer l'armée.
- en Algérie, la majorité civile est fixée à 19 ans depuis le 22 mai 2014[1] ; elle était auparavant fixée à 18 ans[2].
- en Belgique, la majorité civile est fixée à 18 ans depuis le 1er mai 1990[3] ; elle était auparavant fixée à 21 ans.
- au Mali, la majorité civile est fixée à 18 ans.
- en France, la majorité civile est fixée à 18 ans depuis le 5 juillet 1974[4] ; elle était auparavant fixée à 21 ans depuis 1792.
- au Canada, la majorité civile est fixée à 18 ans pour la plupart des provinces depuis le 14 décembre 1971. Au Québec, la majorité est établie à 18 ans[5] ; 21 ans de 1763 à 1774 ; 25 ans de 1774 à 1782 ; 21 ans de 1782 à 1971.
- en Suisse, la majorité civile est fixée à 18 ans depuis le 1er janvier 1996 (Art.14 du Code civil) pour l'ensemble de la population ; elle était fixée à 20 ans depuis le 1er janvier 1912 et de façon variable auparavant par chaque canton à 20 ou 21 ans suivant les législations établies dans le courant du XIXe siècle[6].

## Majorité et droits de vote et d'exercer des fonctions politiques
Il n'y a pas nécessairement de lien entre la majorité civile et tous les deux du droit de vote et de l'âge de candidature, qui sont les droits politiques. En France, l'âge de la majorité civile, celui du droit de vote et celui d'être éligible coïncident depuis 2011 (sauf pour être élu sénateur), ce qui fut justifié comme étant un équilibre entre droits et devoirs d'un citoyen.
À l'inverse, en Autriche, il est possible d'exercer son droit de vote deux ans avant d'être majeur. Après l'Autriche en 2007 et Malte en 2022, la Belgique a adopté en 2023 une loi accordant le droit de vote à 16 ans (à partir de 17 ans en Grèce, depuis 2016). Le pays de Galles a aussi adopté une loi accordant le droit de vote à 16 ans avec effet en 2022, mais seulement aux élections locales ; aux élections générales, il reste à 18 ans.
En Italie, il est impossible de se présenter à une élection durant les sept années suivant la majorité civile. Au Royaume-Uni, pour beaucoup d'années il était possible d'exercer son droit de vote trois ans avant d'être éligible à se présenter à une élection pour membre du parlement (21 ans, la majorité civile historique), et il était impossible de se presenter à une élection durant ces trois ans, mais l'âge de la majorité civile, celui du droit de vote aux élections générales et celui d'être éligible pour membre du parlement coïncident depuis 2006.

## Histoire du concept de majorité civile
Le droit romain distinguait les mineurs (lat. impubères) des majeurs (pubères). Si les filles accédaient à la majorité à 12 ans et les garçons à 14 ans, obtenant ainsi une capacité pleine et entière, une protection particulière était toutefois assurée au majeur jusqu'à l'âge de 25 ans. En droit germanique, l'âge de la majorité dépendant de la maturité individuelle, variait de 10 à 18 ans.
Reprenant la notion de puberté du droit romain commun pour déterminer la capacité matrimoniale, le droit ecclésiastique détermina très largement l'âge de majorité civile.
Quel que soit son âge, un jeune résidant dans la maison de ses parents était soumis à leur autorité. Encore, les femmes n'accédaient pas à la majorité civile : elles passaient de l'autorité de leur père à celle de leur mari.

### Histoire de la majorité civile en France
- durant l'Ancien Régime (ordonnance de Blois de 1579), la majorité civile est généralement fixée à 25 ans (selon les coutumes locales). Les femmes peuvent désigner un mandataire pour les représenter dans certaines conditions.
- sous la Première République, par décret du 20 septembre 1792[10], l'âge de la majorité civile est abaissé à 21 ans pour les hommes comme pour les femmes. Ce décret suivit celui du 28 août 1792 abolissant la puissance paternelle sur les majeurs.
- le Code civil napoléonien (an XII, 1804) codifie le précédent décret, fixant la majorité civile à 21 ans.
- la loi no 74-631 du 5 juillet 1974 fixe l'âge de la majorité civile à 18 ans accomplis, c'était déjà à l'époque l'âge de la majorité pénale.

### Critiques du concept de minorité
Pour les auteurs Yves Bonnardel, John Holt ou encore Catherine Baker, le statut de mineur (ou minorat) est une institution discriminatoire basée sur l'âge (voir âgisme) privant une partie de la population de ses droits fondamentaux sur un critère arbitraire.
Les personnes sous le statut de mineur sont ainsi privées des droits de :
- voter et être élues ;
- conduire un véhicule, alors qu'il existe une obligation de passer un permis prévenant les conduites irresponsables ;
- saisir la justice sans passer par leurs représentants légaux. Un mineur voulant saisir la justice pour des abus venant de ses parents, ou de ses tuteurs, se retrouve ainsi dans une situation difficile. Selon l'Unicef, 90 % des violences sur mineurs viennent de leur famille ou des proches[14],[15] ;
- prendre des décisions concernant leurs études, les décisions concernant l'orientation nécessitant l'accord des parents[16]
- subvenir à ses propres besoins en travaillant, et en recevant un salaire égal à celui que recevrait un adulte pour le même travail.

En-dehors de la question des droits juridiques, les mineurs se retrouvent privés des facultés à se déplacer librement ; choisir leurs fréquentations ; avec qui ils veulent vivre ; manger, dormir, étudier, voir parler et aller aux toilettes sans demander l'autorisation.
Selon Yves Bonnardel, ce régime contribue à perpétuer la violence dans nos sociétés en inculquant l'arbitraire à toutes personnes depuis sa naissance jusqu'à sa majorité, affaiblissant la démocratie.
Les mouvements pour les droits des mineurs existent, mais sont peu médiatisés. En Allemagne, le groupe Krätzä, représenté par deux membres de 13 et 16 ans, a entamé une procédure judiciaire dans les années 1990 afin de reconnaître le droit de vote aux mineurs. Dans des pays dits du Tiers-Monde, des mouvements d'enfants jeunes travailleurs (EJT) ont été créés par des mineurs afin d'améliorer les conditions de travail de ces derniers.
En France, la revendication du droit de vote à 16 ans, ou plus généralement les revendications d'ouverture de droits plus large pour les mineurs, rencontrent des oppositions dont les arguments s'appuient sur la volonté de protéger les mineurs d'une part, et sur leur immaturité réelle ou supposée d'autre part. Certains rapprochent ces arguments de ceux qui étaient opposés au droit de vote des femmes, dont il était nécessaire de protéger la « dignité » et qui, immatures, ne pouvaient prendre part au vote.

## Majorité civile par pays
L'âge de la majorité civile varie dans le monde de 15 à 21 ans. Une grande majorité des pays opte pour la majorité à 18 ans.
- Afghanistan : 18 ans
- Afrique du Sud : 18 ans
- République démocratique du Congo : 18 ans
- République du Congo : 18 ans
- Albanie : 18 ans
- Algérie : 19 ans[1]
- Allemagne : 18 ans, mais le droit de vote est fixé à 16 ans dans certains États (Länder)
- Angola : 18 ans
- Arabie saoudite : 15 ans
- Argentine : 18 ans, mais le droit de vote est fixé à 16 ans
- Arménie : 18 ans
- Australie : 18 ans
- Autriche : 18 ans, mais le droit de vote est fixé à 16 ans
- Azerbaïdjan : 18 ans
- Bahamas : 18 ans
- Bahreïn : 21 ans
- Bangladesh : 18 ans
- Barbade : 18 ans
- Belgique : 18 ans
- Bénin : 18 ans
- Bhoutan : 18 ans
- Biélorussie : 18 ans
- Bolivie : 18 ans
- Bosnie-Herzégovine : 18 ans
- Brésil : 18 ans, mais le droit de vote est fixé à 16 ans
- Brunei : 18 ans
- Bulgarie : 18 ans
- Burkina Faso : 18 ans
- Burundi : 21 ans[23]
- Cambodge : 18 ans
- Cameroun : 21 ans
- Canada : L'âge de la majorité est défini selon les provinces[24] et les territoires
  - 18 ans en  Alberta,  Saskatchewan,  Manitoba,  Québec,  Île-du-Prince-Édouard,
  - 19 ans en  Colombie-Britannique,  Nouvelle-Écosse,  Nouveau-Brunswick,  Ontario,  Terre-Neuve-et-Labrador,  Yukon,  Territoires du Nord-Ouest,  Nunavut
- Chili : 18 ans
- Chine : 18 ans
- Chypre : 18 ans
- Colombie : 18 ans
- Corée du Nord : 17 ans
- Corée du Sud : 19 ans
- Costa Rica : 18 ans
- Côte d'Ivoire : 18 ans
- Croatie : 18 ans
- Cuba : 18 ans, mais le droit de vote est fixé à 16 ans
- Danemark ( Îles Féroé et  Groenland inclus) : 18 ans
- Djibouti : 18 ans
- Dominique : 18 ans
- Égypte : 18 ans
- Équateur : 18 ans
- Érythrée : 18 ans
- Espagne : 18 ans
- Estonie : 18 ans
- Eswatini : 21 ans
- États-Unis[25] :
  - 18 ans dans presque tous les États et territoires
  - 19 ans au  Nebraska et en  Alabama
  - 21 ans au  Mississippi
- Fidji : 18 ans
- Finlande : 18 ans
- France : 18 ans
- Gabon : 21 ans
- Géorgie : 18 ans
- Gibraltar : 18 ans
- Grèce : 18 ans
- Guatemala : 18 ans
- Guernesey : 18 ans
- Guinée : 18 ans
- Haïti : 18 ans
- Honduras : 21 ans
- Hong Kong : 18 ans
- Hongrie : 18 ans
- Inde : 18 ans
- Indonésie : 18 ans
- Iran : 18 ans
- Irlande : 18 ans
- Islande : 18 ans
- Israël : 18 ans
- Italie : 18 ans, mais l'éligibilité est fixée à 25 ans
- Jamaïque : 18 ans
- Japon : 20 ans (de 1945 à 2022), mais le droit de vote était fixé à 18 ans (depuis 2015)[26]. Fixé à 18 ans en avril 2022[27].
- Jersey : 18 ans
- Jordanie : 18 ans
- Kenya : 18 ans
- Kirghizistan : 16 ans
- Laos : 18 ans
- Lettonie : 18 ans
- Lesotho : 21 ans
- Liban : 18 ans
- Liechtenstein : 18 ans
- Lituanie : 18 ans
- Luxembourg : 18 ans
- Macao : 18 ans
- Macédoine du Nord : 18 ans
- Madagascar : 21 ans
- Malaisie : 18 ans
- Mali : 18 ans
- Malte : 18 ans
- Île de Man : 18 ans
- Maroc : 18 ans
- Maurice : 18 ans
- Mauritanie : 18 ans
- Mexique : 18 ans
- Moldavie : 18 ans
- Monaco : 18 ans
- Monténégro : 18 ans
- Mozambique : 18 ans
- Namibie : 21 ans
- Népal : 16 ans
- Nicaragua : 18 ans, mais le droit de vote est fixé à 16 ans
- Nigeria : 18 ans
- Norvège : 18 ans
- Nouvelle-Zélande : 18 ans
- Oman : 18 ans
- Ouzbékistan : 16 ans
- Pakistan : 18 ans pour les garçons, 16 ans pour les filles
- Panama : 18 ans
- Paraguay : 18 ans
- Pays-Bas : 18 ans
- Pérou : 18 ans
- Philippines : 18 ans
- Pologne : 18 ans
- Portugal : 18 ans
- Porto Rico : 18 ans
- Qatar : 18 ans
- République dominicaine : 18 ans
- République tchèque : 18 ans
- Roumanie : 18 ans
- Royaume-Uni
  - 18 ans en  Angleterre,  Irlande du Nord,  Pays de Galles
  - 16 ans (de facto) en  Écosse, 18 ans (de jure[28]).
- Russie : 18 ans
- Rwanda : 18 ans
- Saint-Christophe-et-Niévès : 18 ans
- Salvador : 18 ans
- Sénégal : 18 ans
- Serbie : 18 ans
- Singapour : 21 ans
- Seychelles : 18 ans
- Slovaquie : 18 ans
- Slovénie : 18 ans
- Soudan : 18 ans
- Suède : 18 ans
- Suisse : 18 ans
- Syrie : 18 ans
- Taïwan : 20 ans (18 ans depuis le 1er janvier 2023[29])
- Tadjikistan : 18 ans
- Tanzanie : 18 ans
- Tchad : 18 ans
- Thaïlande : 20 ans
- Togo : 18 ans
- Trinité-et-Tobago : 18 ans
- Tunisie : 18 ans
- Turquie : 18 ans
- Turkménistan : 16 ans
- Ukraine : 18 ans
- Uruguay : 18 ans
- Venezuela : 18 ans
- Vietnam : 18 ans
- Yémen : 15 ans
- Zimbabwe : 18 ans